# Cortana

Логотип Microsoft Cortana

Майкрософт Кортана (англ. Microsoft Cortana) — віртуальний голосовий помічник з елементами штучного інтелекту від Microsoft для Windows Phone 8.1, Microsoft Band, Windows 10, Android, а в майбутньому також для iOS і Xbox One. Вперше була продемонстрована під час конференції Build в Сан-Франциско 2 квітня 2014 року. Кортана була названа на честь вигаданого штучного інтелекту, героїні серії відеоігор Halo, заснованої під керівництвом Microsoft. Недоступна в Україні.

## Назва
Голосовий помічник названо на честь штучного інтелекту Кортани, що супроводжує героя серії відеоігор Halo, Майстра Чіфа. В Halo Кортана надає тактичні поради, миттєвий доступ до інформації та розрахунки. Корпорація Microsoft залучила актрису озвучування Кортани, Джен Тейлор, для створення голосу американської версії помічника.

## Особливості

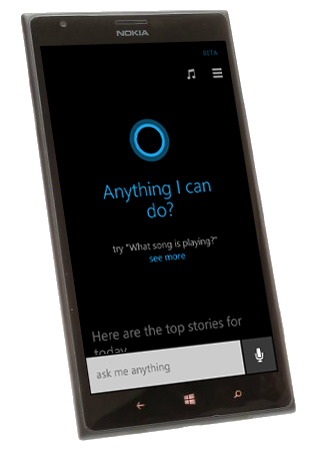
Інтерфейс голосового помічника на смартфоні на базі операційної системи Windows Phone

Персональна помічниця Cortana покликана передбачати потреби користувача. При бажанні, їй можна дати доступ до особистих даних, таких як електронна пошта, адресна книга, історія пошуків в мережі тощо — всі ці дані вона використовує для передбачення потреб користувача. Кортана заміняє стандартну пошукову систему і може викликатися натисканням кнопки «Пошук». Потрібний запит можна як надрукувати вручну, так і задати голосом. Потрібну інформацію вона знаходить, спираючись на результати пошуку в системі Bing, Foursquare і серед особистих файлів користувача. Також віртуальний асистент не позбавлена почуття гумору: вона може підтримувати  бесіду, співати пісеньки і розповідати анекдоти. Вона заздалегідь нагадує про заплановану зустріч, дні народження друга та інші важливі події. Кортана, наприклад повідомляє, якщо авіарейс користувача скасували, або якщо на дорогах затори. Її інтерфейс має дуже гнучкі налаштування конфіденційності, що дозволяють користувачеві самому визначати, якого роду інформацію надавати віртуальному асистентові. За словами розробників, таким рівнем контролю не може похвалитися ні Siri, ні Google Now.
Cortana інтегрується з деякими додатками з Windows Phone Store.
У Cortana буде присутнє вікове обмеження — користуватися послугами помічниці не можуть користувачі, в чиїх Microsoft-акаунтах вказаний вік нижче 13 років. При спробі активувати асистента і задати їй яке-небудь питання власник почує: «Шкодую, ви повинні бути трохи старші, перш ніж я зможу допомогти вам». Можливо, це пов'язано з тим, що більшість онлайн-сервісів, якими користується Кортана, не призначені для користувачів молодшого шкільного віку і дітей.

## Кортана в Windows 10
Голосова помічниця Кортана інтегрована в Windows 10. Вона не править за окремий додаток, а інтегрована в пошук Windows 10. Таким чином, активація Кортани відбувається при зверненні до пошуку. Що стосується функціональності, то вона аналогічна Windows Phone 8.1. Користувач може шукати інформацію як за допомогою клавіатури і миші, так і за допомогою голосу. Після розпізнавання команди помічниця почне пошук інформації в мережі або на накопичувачах комп'ютера. Кортана відсутній в Windows 10 Корпоративна LTSB.

## Збір даних Кортаною
Кортана збирає на комп'ютерах користувачів і відправляє в Microsoft контактні дані, відомості про дзвінки та текстові повідомлення, історію відвідувань сайтів. Також Кортана для своєї роботи вимагає дозволити в операційній системі збір і виряджання статистики про всю введену в комп'ютер інформацію (через розпізнавання голосу, рукописного введення і за допомогою клавіатури).